# Kałynia
Kałynia (ukr. Калиня, hist. pol. Kalinie) – wieś na Ukrainie, w obwodzie chmielnickim, w rejonie kamienieckim. W 2001 liczyła 376 mieszkańców, spośród których 371 wskazało jako ojczysty język ukraiński, a 5 rosyjski.